# Ewen Bremner
Ewen Bremner (Edimburgo, 23 de janeiro de 1972) é um ator escocês.

## Biografia
Bremner é filho de dois professores de arte. Seu pai chama-se Aidan. Ele frequentou a Escola Primária Davidsons Mains e a Portobello High School. Inicialmente ele queria ser uma palhaço de circo, mas foi-lhe oferecido uma oportunidade num programa de televisão pelo diretor Richard D. Brooks. Um de seus primeiros papéis foi como um estudante de Glasgow em Heavenly Pursuits (1985) de Charles Gormley. Ele também teve um papel num longa-metragem da BBC Escócia adaptado do conto "Dreaming" (1990) de William McIlvanney.
Bremner é provavelmente mais conhecido do público britânico por interpretar Spud na  adaptação cinematográfica de Danny Boyle do romance Trainspotting de Irvine Welsh, e por Mullet, o bandido de rua em Snatch , de Guy Ritchie. Em Trainspotting, Bremner interpreta o infantil, amável e aparentemente crédulo Spud, e em Snatch é provavelmente mais lembrado por sua memorável cena do interrogatório com Vinnie Jones.
Na versão para o teatro de Trainspotting, em 1995, Bremner interpretou o personagem Renton, o papel desempenhado por Ewan McGregor no filme. Na América, ele é talvez mais conhecido por desempenhar papéis de apoio em grandes produções, como Pearl Harbor e Black Hawk Down, em que ele apareceu ao lado do companheiro de Trainspotting, Ewan McGregor. Em 2005, ele teve uma pequena participação na minissérie Elizabeth I como Jaime VI, rei da Escócia. Em dezembro de 2006, ele interpretou Stritzke Harold na minissérie The Lost Room do Sci Fi Channel.

## Filmografia
- T2 Trainspotting (2017)
- Mulher Maravilha (2017)
- My Name Is Earl (Episódio S04E12 - Reading Is a Fundamental Case) (2008)
- Fool's Gold (2008)
- Mediator (2008)
- Death at a Funeral (2007)
- The Lost Room (minissérie do Sci Fi Channel) (2006)
- Hallam Foe (2006)
- Elizabeth I: A Rainha Virgem (2005)
- Match Point (2005)
- Alien vs. Predator (2004)
- Around the World in 80 Days (2004)
- The Rundown (2003)
- 16 Years of Alcohol (2003)
- Black Hawk Down (2001)
- Pearl Harbor (2001)
- Snatch (2000)
- The Secret World of Michael Fry (2005)
- Julien Donkey-Boy (1999)
- Lock Stock and Two Smoking Barrels (1998)
- The Acid House (1998)
- Deacon Brodie (TV) (1997)
- Trainspotting (1996)
- Skin (1995)
- Judge Dredd (1995)
- Naked (1993)
- Dreaming (1990)
- Taggart (1990)
- Heavenly Pursuits (1985)